# Dierama dracomontanum
Dierama dracomontanum är en irisväxtart som beskrevs av Olive Mary Hilliard. Dierama dracomontanum ingår i släktet Dierama och familjen irisväxter. Inga underarter finns listade i Catalogue of Life.

## Bildgalleri

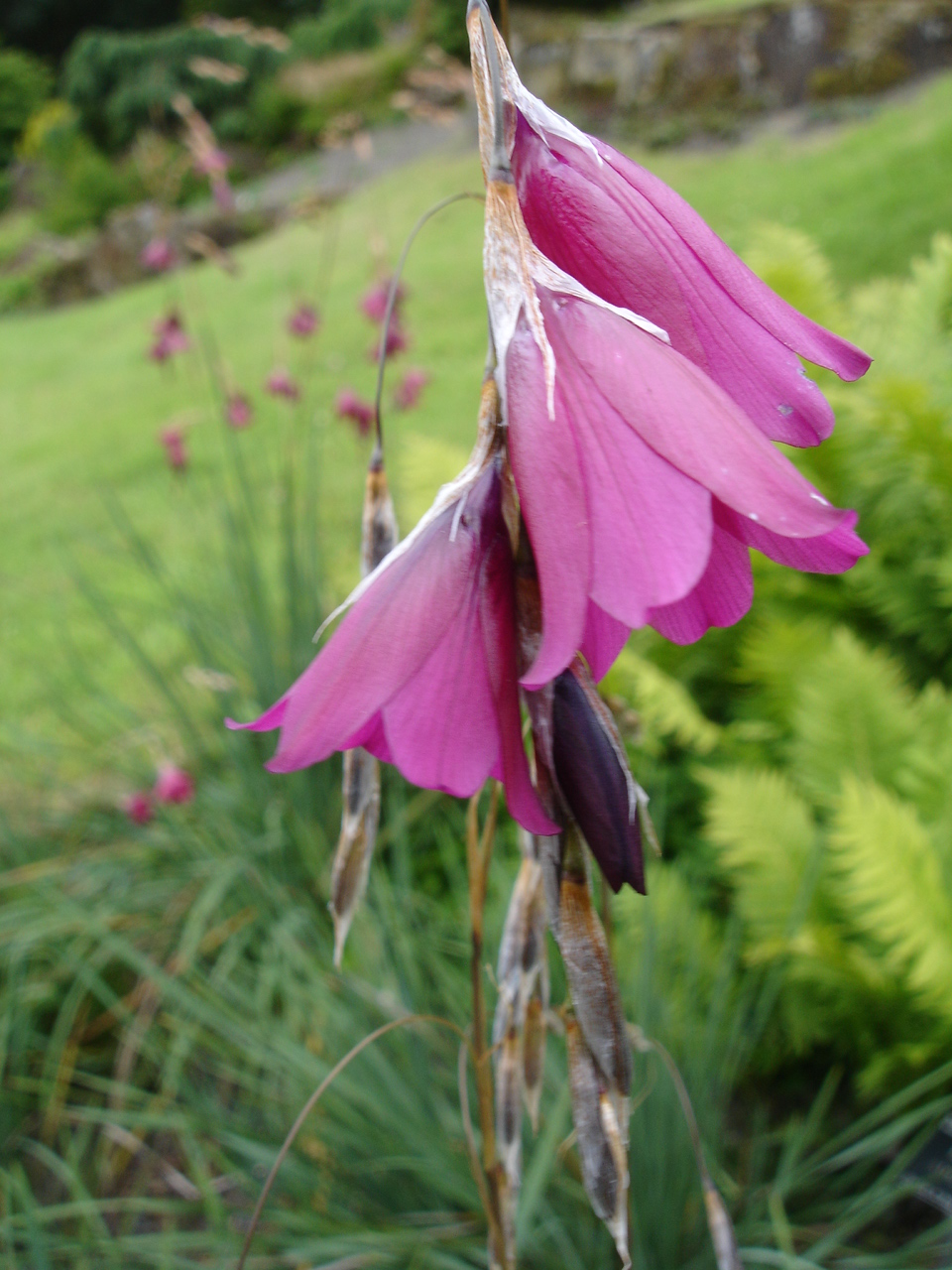